# Кахва

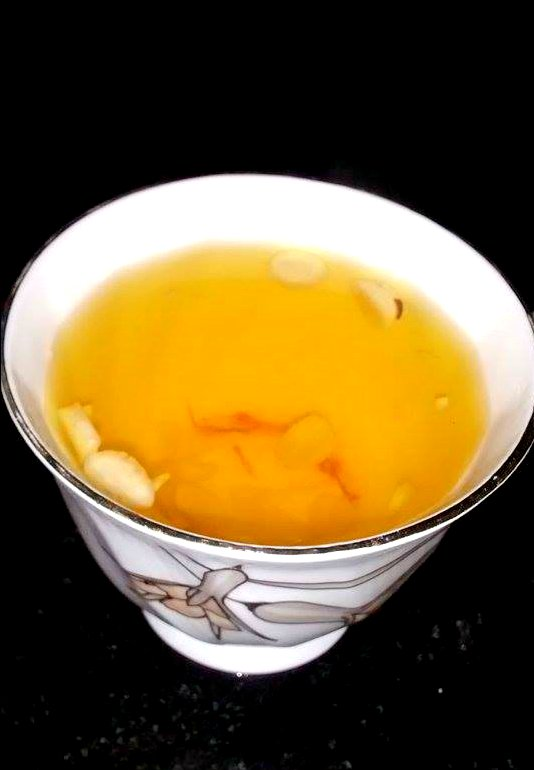
Чашка кахви

Кахва (Kahwah) — традиційний зелений чай, який споживаються в Індії Західні Гати, Малабарі, і Кашмірі, звідки традиція поширилася в Центральній Азії.

## Готування

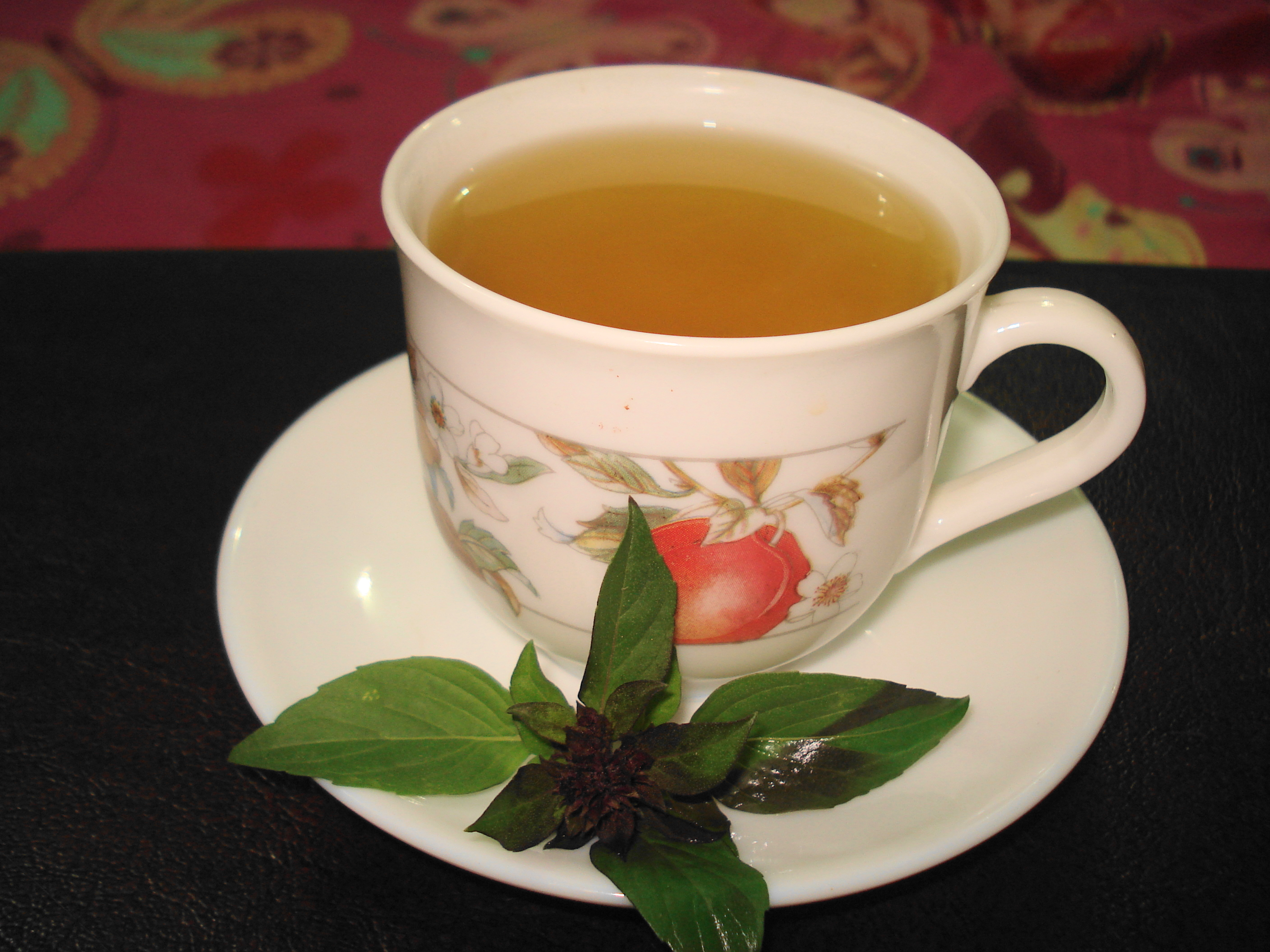
Чашка казви з туласі замість типового зеленого чаю

Чай готують заварюючи листя зеленого чаю з шафраном, вирощеними в Кашмірі, корою кориці, стручками кардамону та іноді кашмірськими трояндами для аромату. Як правило, його подають з цукром або медом та подрібненими горіхами, зазвичай мигдалем або волоськими горіхами. Деякі види роблять як трав’яний настій, без листя зеленого чаю.
Традиційно кахву готують у мідному чайнику, відомому як самавар. Самавар, що походить з районів колишнього СРСР, складається з ємності, в яку поміщають вугілля, що підтримує чай постійно гарячим. Навколо контейнеру з вуглями є посудина для закипання води, а чайні листи та інші інгредієнти змішують з водою. Кахву також можна робити в звичайних каструлях і іншій посуді, оскільки сучасне міське життя не завжди дозволяє використовувати складні самовари.
Іноді в кахву додають молоко, але це зазвичай дають людям похилого віку або хворим.

## Історія
Хоча його точне походження незрозуміле, вважають, що чайне листя кахви (або кашмірської кахви) прибуло до Кашміру по Шляху прянощів, центральним пунктом якого був Кашмір. Багато хто вважає, що воно виникло в долині Ярканд у Сіньцзяні (нинішній Китай) під час імперії Кушань у першому та другому столітті нашої ери. Слово Kahwah у кашмірському перекладі означає "підсолоджений чай", хоча, схоже, це слово також пов'язане з турецьким словом для кави (kahveh), що, в свою чергу, може бути похідним від арабського слова "qahwah".
Традиційно кашмірські індуси завжди називали кахву могольським чаєм. Це означає, що цей чай був введений в долину ще імператорами Моголів. Історично кахва як напій був популярний у всьому Кашмірі, Афганістані, Середній Азії, Ірані та на Близькому Сході. Сьогодні він залишається популярним напоєм у цих регіонах.

## Сучасне використання та популярність
Сьогодні цей історично популярний напій зазвичай подають гостям або як частину святкової вечері, а шафран (конг) додають в каву для особливих відвідувачів в Кашмірі. Його часто подають у крихітних, неглибоких чашках. Кахву в Кашмірі також часто подають після Вазвана та сімейних зустрічей. Листя зеленого чаю привозять із сусіднього регіону Кангра, який, як відомо, історично експортував зелений чай до Кашміру, Афганістану та інших частин Центральної Азії. 